# Леклер, Жан-Мари
Жан-Мари́ Лекле́р (ста́рший; фр. Jean-Marie Leclair; 10 мая 1697, Лион — 22 октября 1764, Париж) — французский скрипач и композитор, основоположник французской скрипичной школы XVIII века.

## Биография
Леклер был старшим из восьми детей Антуана Леклера, ткача и виолончелиста, и с детства также осваивал швейное ремесло, игру на скрипке и танец. В 1716 году он был зачислен в балетную труппу Лионского оперного театра, выступал как скрипач и танцор в Руане, женился на танцовщице Мари-Роз Кастани. В 1722—1726 в Турине он играл на королевских свадебных торжествах и работал в качестве балетмейстера, а также совершенствовал исполнительское мастерство у Джованни Баттиста Сомиса.
Вернувшись через год в Париж, Леклер под патронажем богатого коммерсанта выступает в «Духовных концертах» и пишет свои первые сочинения — 12 сонат для скрипки и бассо континуо. Музыкальная общественность одобрительно приняла их, отметив хороший композиторский почерк и собственный стиль автора.
Как исполнитель Леклер также имел большой успех, одним из заметных событий в его жизни стали выступления в Лондоне при королевском дворе вместе с известным итальянским скрипачом Пьетро Локателли. Так было положено начало длительному периоду соперничества итальянской и французской исполнительских школ. Исполнение Леклера характеризовалось красотой звучания и ритмической свободой, в то время как Локателли поражал слушателей филигранной техникой. Критики назвали игру Леклера «ангельской», а Локателли — «дьявольской». Соперники на сцене, в жизни оба скрипача были друзьями, вместе работали над рядом произведений, музыковеды отмечают влияние стиля Локателли на некоторые сонаты Леклера. Леклер также сотрудничал с другими известными музыкантами своего времени, например, с клавесинистом Андре Шероном.
Первая жена Леклера умерла в 1728 году, и через два года он женился во второй раз на Луизе Руссель, работавшей в издательстве и принимавшей участие в издании ряда его произведений.
Настоящее признание исполнительского мастерства Леклера пришло в 1733, когда французский король Людовик XV пригласил его на должность придворного скрипача. В знак благодарности музыкант посвятил царственной особе несколько своих сонат. При дворе Леклер сблизился с известными исполнителями: исполнителем на виоле Антуаном Форкре и скрипачом Жаном-Пьером Гиньоном. Леклер был одним из немногих, кому дозволялось играть при дворе собственные сочинения, в то время как обычную основу репертуара придворных музыкантов составляла музыка старых мастеров, таких как Жан-Батист Люлли. В 1737 Леклер и Гиньон поссорились из-за права быть руководителем королевского оркестра, и хотя через некоторое время они пришли к решению дирижировать попеременно с периодом в один месяц, Леклер вскоре подал в отставку и покинул Париж.
Вскоре он получил приглашение к нидерландскому королевскому двору от принцессы Анны, которая сама хорошо играла на клавесине и училась у Георга Фридриха Генделя. Согласно договору, Леклер каждый год должен был в течение трёх месяцев находиться при дворе. В 1740 он также начал работать в Гааге, где дирижировал оркестром. Три года спустя коммерсант, финансировавший оркестр, обанкротился, и Леклер вернулся в Париж, где и провёл оставшиеся годы жизни, изредка выезжая в Лион.
С середины 1740-х годов Леклер занимался частным преподаванием и композицией. В 1746 была поставлена его единственная опера «Сцилла и Главк». Написанная в духе Рамо («музыкальная трагедия» в пяти актах), опера выдержала около 20 представлений за два месяца, а затем была снята с репертуара.
В 1748 он поступил на службу к герцогу Грамонскому, который ранее учился у него, и работал композитором и дирижёром в его частном театре. Герцогу Леклер посвятил несколько инструментальных и вокальных сочинений. В 1758 году музыкант развёлся с женой и поселился в купленном незадолго до того доме в неблагополучном квартале на окраине Парижа.
Утром 23 октября 1764 Леклер был найден убитым на пороге своего дома. Преступление так и не было раскрыто, хотя у полиции было трое подозреваемых: нашедший труп садовник, жена Леклера и его племянник (именно на него указывало большинство улик).

## Творчество
Леклер сыграл важную роль в истории скрипичного исполнительства. Обладая выдающимся мастерством, он дал толчок развитию французской скрипичной школы. Леклер считался признанным мастером сонатного жанра, создателем французского скрипичного концерта. Среди приёмов, которые он использовал, — двойные трели, тремоло левой рукой, игра в высоких позициях и др. Несмотря на то, что стиль его исполнения часто однозначно обозначается как «французский», некоторые черты явно указывают на влияние итальянской школы, например, использование длинного, «тартиниевского» смычка. У Леклера было много учеников, многие из которых стали впоследствии известными скрипачами[уточнить].
Как композитор он также имеет большое значение. В своих сонатах и концертах, отталкиваясь от формы и стиля Арканджело Корелли и Антонио Вивальди, соответственно, он формирует собственную манеру письма. Гармония его красочна и ярка — он применяет хроматические последовательности аккордов и энгармонические модуляции. Его музыка отличается изяществом и благородством звучания.

### Основные сочинения
- Опера «Сцилла и Главк» (Париж, 1746)
- 12 концертов для скрипки с оркестром
- 48 сонат для скрипки и бассо континуо в четырёх тетрадях
- Трио-сонаты для двух скрипок и бассо континуо
- «Музыкальные развлечения для лёгкого исполнения» для скрипки и бассо континуо
- Музыка для различных балетов и спектаклей с пением (часто в соавторстве, многие рукописи утеряны)